# سرگئی گلادیر
سرگئی گلادیر (اوکراینی: Сергій Гладир؛ زادهٔ ۱۷ اکتبر ۱۹۸۹) یک بازیکن بسکتبال اهل اوکراین است.